# Corso Vannucci
El Corso Vannucci es la calle más importante de Perugia, Italia. La calle, que recibe su nombre de Pietro Vannucci, pintor nacido en Città della Pieve y conocido con el apelativo Il Perugino, contiene importantes palacios como el Palazzo dei Priori (en la planta baja el Collegio del Cambio, decorado con frescos por el Perugino, y el Collegio della Mercanzia), el Palazzo dei Notari (siglo XV), la Casa di Baldo degli Ubaldi (siglo XV), la chiesa di sant'Isidoro (desacralizada), y el Palazzo Donini (1716).

## Descripción

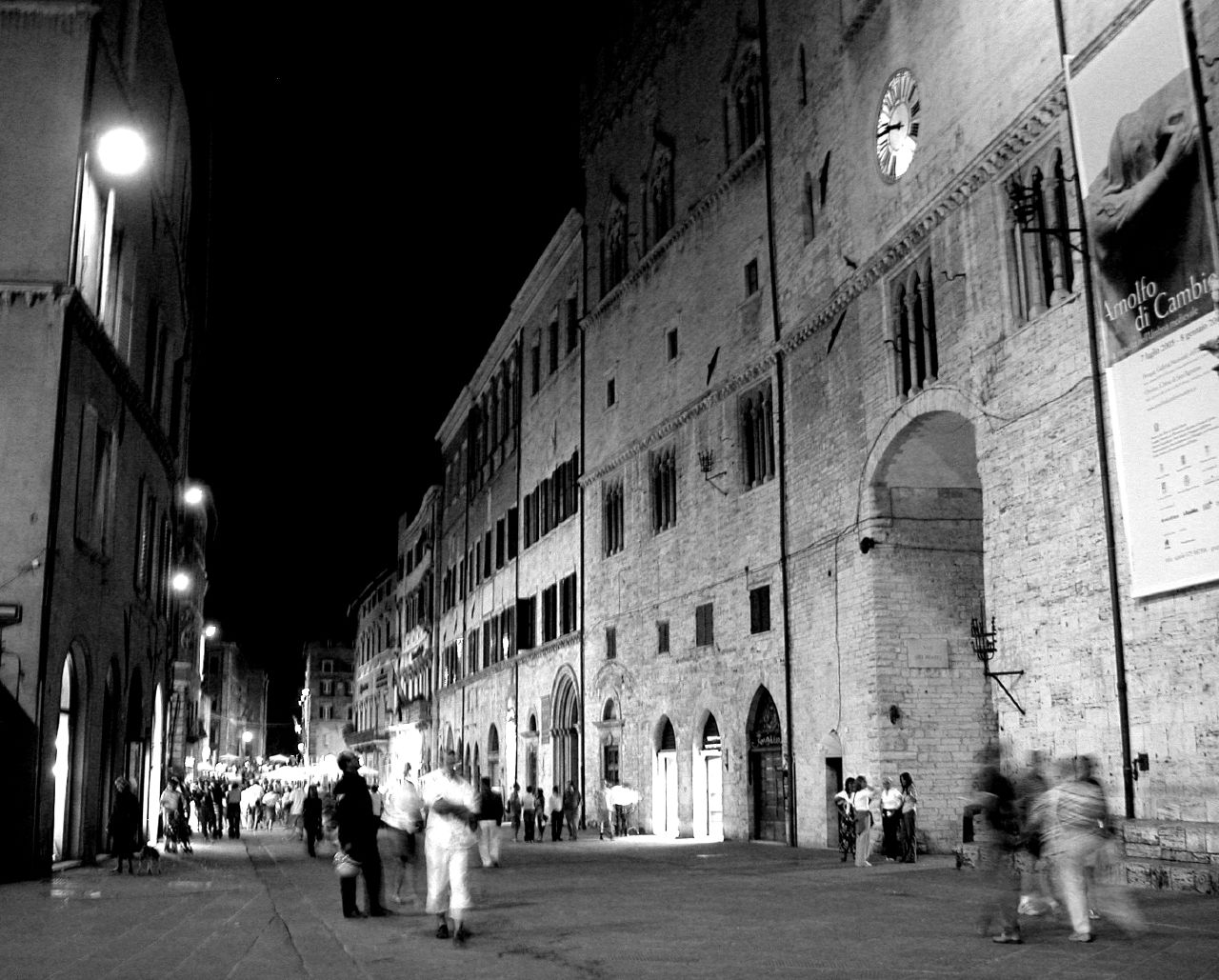
La calle una noche de verano.

La calle comienza en la Piazza IV Novembre y termina en la Piazza Italia. De la calle se bifurcan varias calles y callejones: la Via Fani, Via Mazzini y Via Danzetta lo unen con la Piazza Matteotti, tras la sugerente Via dei Priori se cruza con las callejuelas medievales Via Scura, Via della Luna y Via delle Streghe. Finalmente, antes de la Piazza Italia, la calle se cruza con la Via Bonazzi y la Via Forte.
Corso Vannucci, a menudo llamado el Salotto Buono di Perugia (Salón Bueno de Perugia), se caracteriza por una fuerte vitalidad y dinamismo. Junto a establecimientos históricos como la Pasticceria Sandri, se encuentran bares, teatros, librerías y tiendas de todos los tipos. A mitad de la calle, a la altura del cruce con la Via dei Priori, se indica la entrada de la Galleria Nazionale dell'Umbria.

## Historia
La construcción de la parte alta de Perugia comenzó en la época etrusca. La calle une la colina del Sole a la colina Landone, que fue allanada por antiguas obras de ingeniería. En la Edad Media la calle se extendía hasta la actual Piazza Matteotti. La antigua planta del centro histórico de Perugia, de forma estelar, se caracterizaba por cinco puertas situadas cerca de esta importante calle. La calle nunca perdió su posición de relevancia, ni siquiera durante el dominio pontificio. Con la anexión de Umbría al Reino de Italia en 1861, la renovada Piazza Italia, sede de las instituciones de la Región y la Provincia, fortaleció la centralidad. A partir de la segunda mitad del siglo XX la calle se patonalizó completamente.